# Hendrik II van Wittem

Familiewapen
Hendrik van Witthem

Hendrik II Corsselaar ook bekend als Hendrik II Wittem (1419 - 14 juli 1454). Hij was de zoon van Hendrik I Corsselaar van Wittem en Margaretha van Edingen, vrouwe van Eigenbrakel.
Hij werd heer van Beersel, Eigenbrakel, Ruisbroek, IJse en Plancenoit.
In 1438 trouwde hij met Jacoba van Glymes (1420-1462). Zij was de dochter van Johan van Glymes, heer van Glymes, en door huwelijk heer van Bergen op Zoom (1380-1427) en Johanna van Boutersem, vrouwe van Bergen op Zoom, Bracht, Melen en Evere (1390-1430). Uit hun huwelijk werd geboren:
- Hendrik III Corsselaar van Wittem heer van Beersel, Eigenbrakel, Ruisbroek, IJse en Plancenoit, baron van Boutersem (1440-1515)
- Gasparina Corsselaar van Witthem (1450-). Zij trouwde in 1470 met Filip II Hinckaert, burggraaf van Tervuren en Duisburg (-1473). Hij was een zoon van Jan II Hinckaert en Gertrude van Huldenberg.

Het praalgraf van Hendrik II en Jacoba, besteld door hun zoon Hendrik III, is bewaard in de Sint-Lambertuskerk van Beersel. De albasten gisant van Hendrik, ooit gepolychromeerd, toont hem in harnas en tabberd.

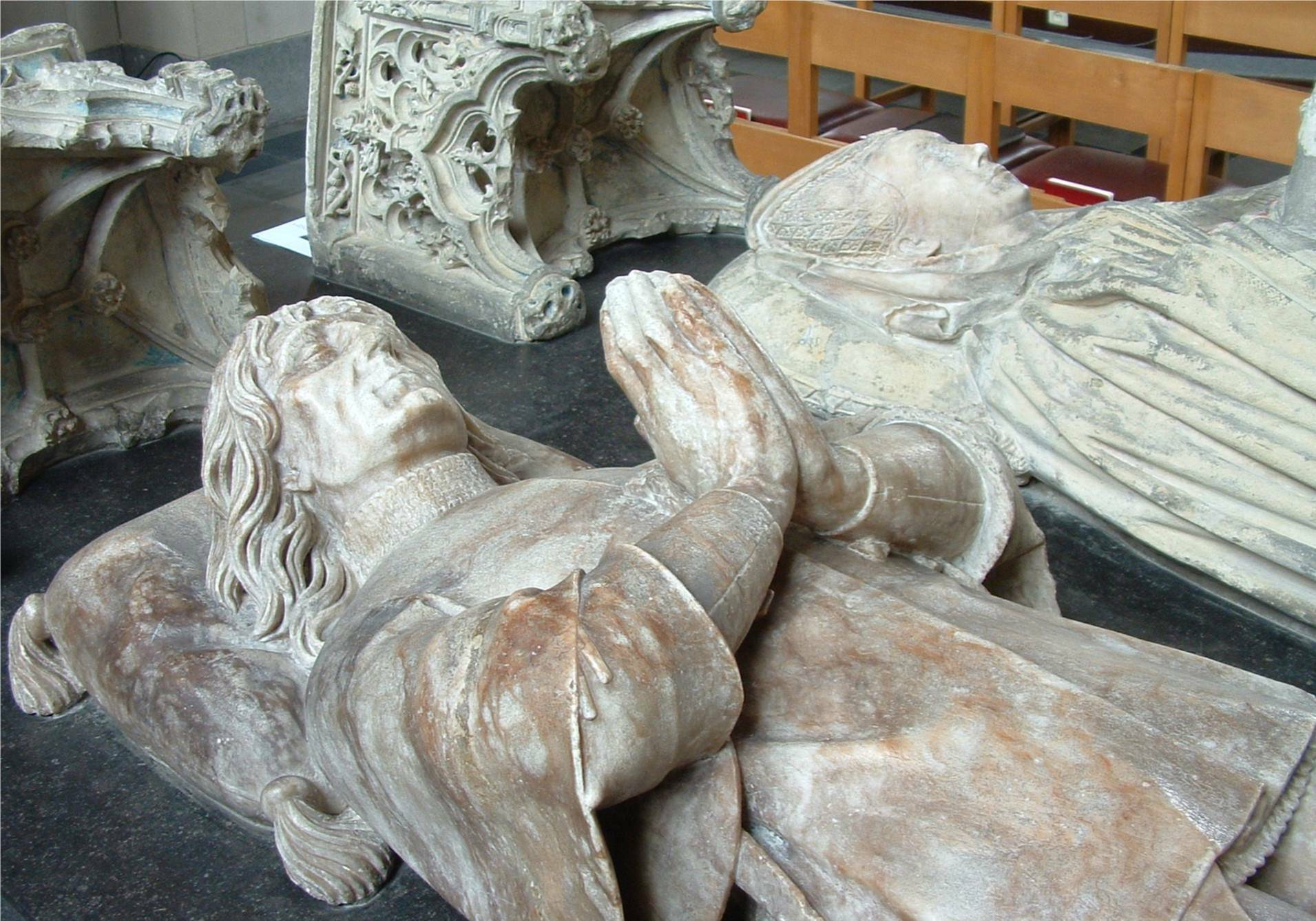
Praalgraf in Beersel
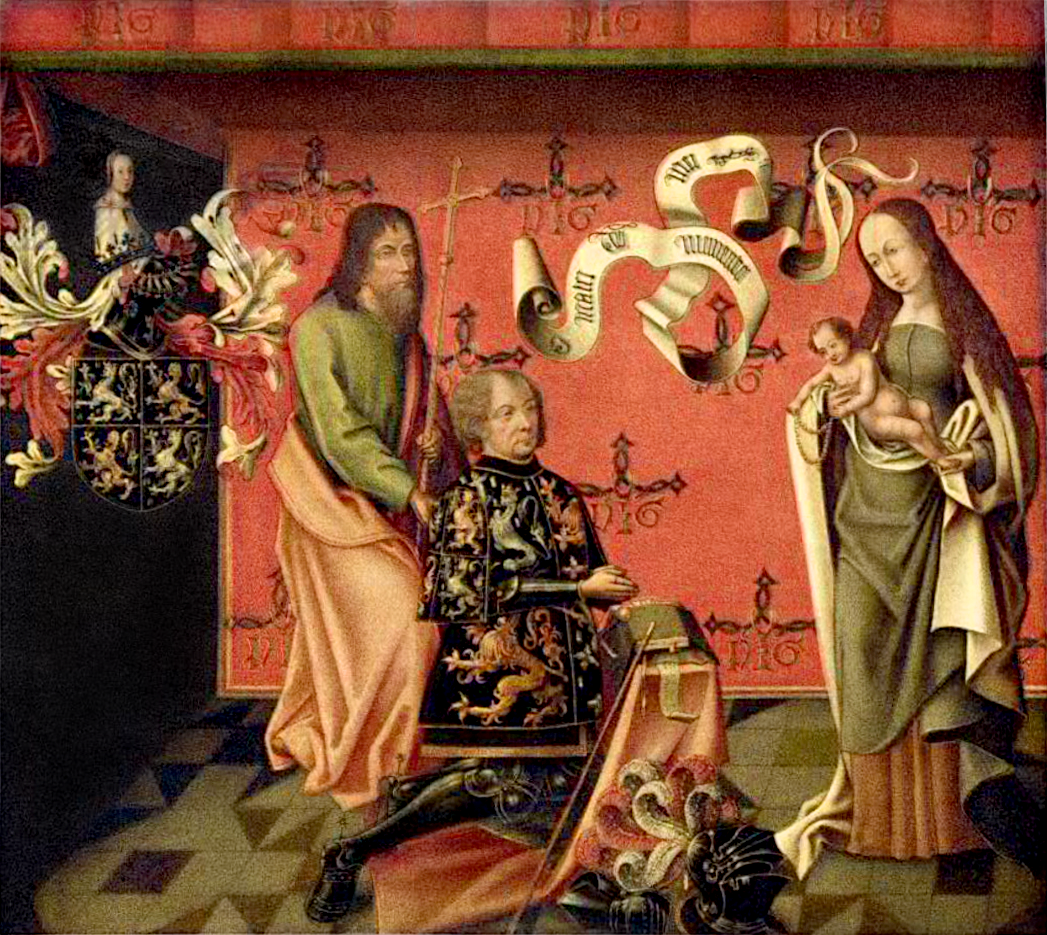
Philips van Hinckaert echtgenoot van Gasparina van Wittem.
Familiewapen van Hinckaert.